# Rivarennes (Indre-et-Loire)
Rivarennes település Franciaországban, Indre-et-Loire megyében. Lakosainak száma 988 fő (2022. január 1.). Rivarennes Bréhémont, Cheillé, Cravant-les-Côteaux, Panzoult, Rigny-Ussé és Saint-Benoît-la-Forêt községekkel határos.

## Népesség
A település népessége az elmúlt években az alábbi módon változott:
| Lakosok száma | 725  | 687  | 712  | 802  | 1026 | 1016 | 1004 | 987  | 984  | 988  |
|               | 1968 | 1982 | 1990 | 2006 | 2013 | 2015 | 2017 | 2019 | 2020 | 2022 |